# Voi

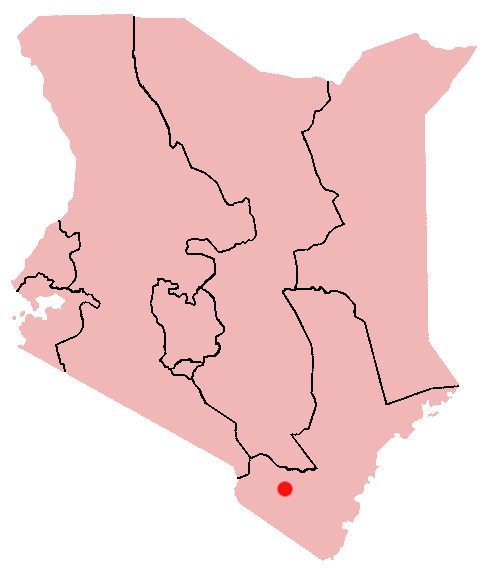
Pricken visar var Voi ligger i Kenya.

Voi är en ort och kommun i distriktet Taita-Taveta i provinsen Kustprovinsen i Kenya. Centralorten hade 17 152 invånare vid folkräkningen 2009, med 45 483 invånare i hela kommunen. Voi ligger vid den vältrafikerade Nairobi-Mombasa-vägen.